# Leônidas da Silva
José Leônidas da Silva (* 6. September 1913 in Rio de Janeiro; † 24. Januar 2004 in Cotia) war ein brasilianischer Fußballspieler.

## Karriere

### Vereine
Leônidas da Silva spielte im Verlauf seiner Fußballer-Karriere bei den brasilianischen Spitzenteams FC São Paulo, Botafogo FR, CR Vasco da Gama und CR Flamengo.
1933 spielte er für Peñarol Montevideo in Uruguay. Der im Angriff spielende da Silva, dessen Spitznamen der "schwarze Diamant" und "Gummi-Mann" lauteten, wird teilweise – und insofern umstritten – als Erfinder des Fallrückziehers bezeichnet. Er selbst wollte nicht als dieser gelten. Das erste Tor per Fallrückzieher erzielte er am 24. April 1932 für den Bonsucesso FC.

### Nationalmannschaft
Sein Debüt gab er am 4. Dezember 1932 in Montevideo beim 2:1-Sieg gegen die Auswahl Uruguays im Rahmen des Copa Río Branco. Im Trikot der Seleção bestritt er 26 Länderspiele (wovon nur 19 offiziell als solche gelten) und erzielte 25 Tore. Bei der Weltmeisterschaft 1938 in Frankreich avancierte er mit sieben Toren zum Torschützenkönig des Turniers.
Allein im legendären Spiel gegen Polen (Endresultat: 6:5 n. V.) erzielte er dabei drei Treffer. In dieser Partie spielte er zeitweise barfuß. Legendär war vor allem Leônidas’ 6:5-Siegtor in der Verlängerung, als er sich im Anstoßkreis den Ball schnappte, bis in den Strafraum kurvte und seine Mannschaft mit einem tollen Tor ins Viertelfinale schoss. Im Halbfinale wurde der leicht angeschlagene Leônidas nicht eingesetzt, da der Trainer ohnehin mit einem sicheren Weiterkommen rechnete. Ohne den Stürmer verlor Brasilien gegen den Titelverteidiger aus Italien mit 1:2. Bei seinen beiden WM-Teilnahmen in den Jahren 1934 und 1938 erzielte er insgesamt acht Tore und gehört seitdem bei WM-Turnieren zu den erfolgreichsten brasilianischen Torschützen aller Zeiten.
Mitspieler Niginho erklärte 1958, Leônidas hätte seine Verletzung vor dem Halbfinalspiel gegen Italien aufgrund einer Zahlung von Benito Mussolini vorgetäuscht, um nicht zu spielen zu müssen. Leônidas verklagte ihn wegen Verleumdung und gewann vor Gericht.

## Erfolge
- Staatsmeisterschaft von Rio de Janeiro 1934, 1935, 1939
- Staatsmeisterschaft von São Paulo 1943, 1945, 1946, 1948, 1949
- WM-Teilnahme 1934, 1938
- WM-Torschützenkönig 1938

## Sonstiges
Da Silva war der erste Werbebotschafter des brasilianischen Fußballs. Er warb für Zigaretten sowie eine Schokolade mit seinem Spitznamen der chocolate Diamante Negro.
Nach seiner Sportkarriere war er zunächst als Manager beim FC São Paulo tätig. Danach wurde er zu einem der berühmtesten Sportreporter Brasiliens und gewann als solcher siebenmal die Troféu Roquette Pinto. Da Silva war auch Besitzer eines Möbelgeschäftes in São Paulo.
In dem 1951 erschienenen Film Susana e o Presidente spielte da Silva sich selbst und zeigte dabei auch seinen Fallrückzieher.
Da Silva litt an der Alzheimer-Krankheit. Aufgrund dieser musste er 1974 seine Karriere als Moderator beenden. Die letzten zehn Jahre seines Lebens verbrachte er in einer Klinik. Seine Behandlung wurde von seinem ehemaligen Klub São Paulo finanziert. Bestattet wurde da Silva in São Paulo auf dem Friedhof Cemitério da Paz.
Der Bonsucesso FC hat sein Mehrzweckstadion nach dem Spieler benannt, das Estádio Leônidas da Silva.